# Mario Domínguez
Mario Domínguez (ur. 1 grudnia 1975 roku w Meksyku) – meksykański kierowca wyścigowy.

## Kariera
Domínguez rozpoczął karierę w międzynarodowych wyścigach samochodowych w 1992 roku od startów w Indy Lights, gdzie jednak nie zdobywał punktów. W późniejszym okresie Meksykanin pojawiał się także w stawce Copa Tecate, Meksykańskiej Formuły 3000, CART, Champ Car, American Le Mans Series, IndyCar Series, FIA GT Championship oraz NASCAR Toyota Series, Stock V8.
W Champ Car Domínguez startował w latach 2002-2007. W pierwszym sezonie startów odniósł jedno zwycięstwo. Uzbierane 37 punktów dało mu osiemnaste miejsce w końcowej klasyfikacji kierowców. Rok później czterokrotnie stawał na podium, w tym raz na jego najwyższym stopniu. Z dorobkiem 118 punktów został sklasyfikowany na szóstej pozycji w klasyfikacji generalnej. W 2004 roku Meksykanin był piąty. W kolejnych dwóch sezonach Domínguez zajął dziewiąte miejsca w klasyfikacji generalnej.
W 2005 roku Domínguez pełnił rolę kierowcy testowego zespołu Jordan Grand Prix w Formule 1.